# Fuente Santa (La Palma)
Fuente Santa (heilige Quelle) ist eine bis zu 60 Grad heiße Quelle, die sich an der Südspitze der kanarischen Insel La Palma in der Gemeinde Fuencaliente befindet. Sie wurde im 16. und 17. Jahrhundert als Heilquelle genutzt, bis die Quelle im Jahr 1677 bei dem Ausbruch des Vulkans San Antonio komplett verschüttet wurde. Es dauerte über 300 Jahre, bis die Quelle 2005 an der „Playa de Echentive“ in der Gemeinde Fuencaliente wiederentdeckt wurde. Die Quelle hieß ursprünglich „Fuente Caliente“ (Heiße Quelle) und gab der Gemeinde Fuencaliente ihren Namen. Aufgrund ihrer Heilkraft wurde sie später in „Fuente Santa“ (Heilige Quelle) umbenannt.

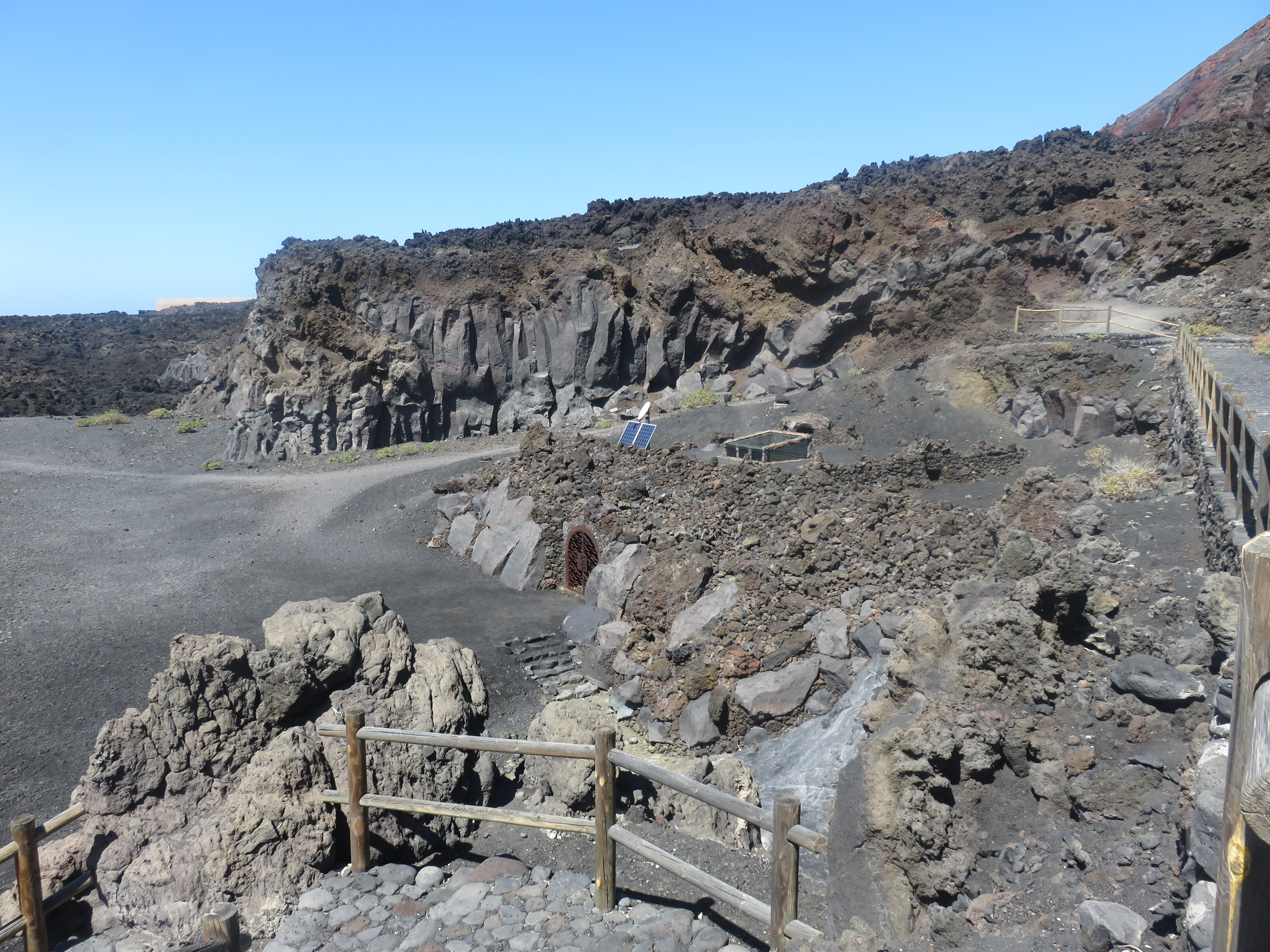
Zugang zur Galerie Fuente Santa

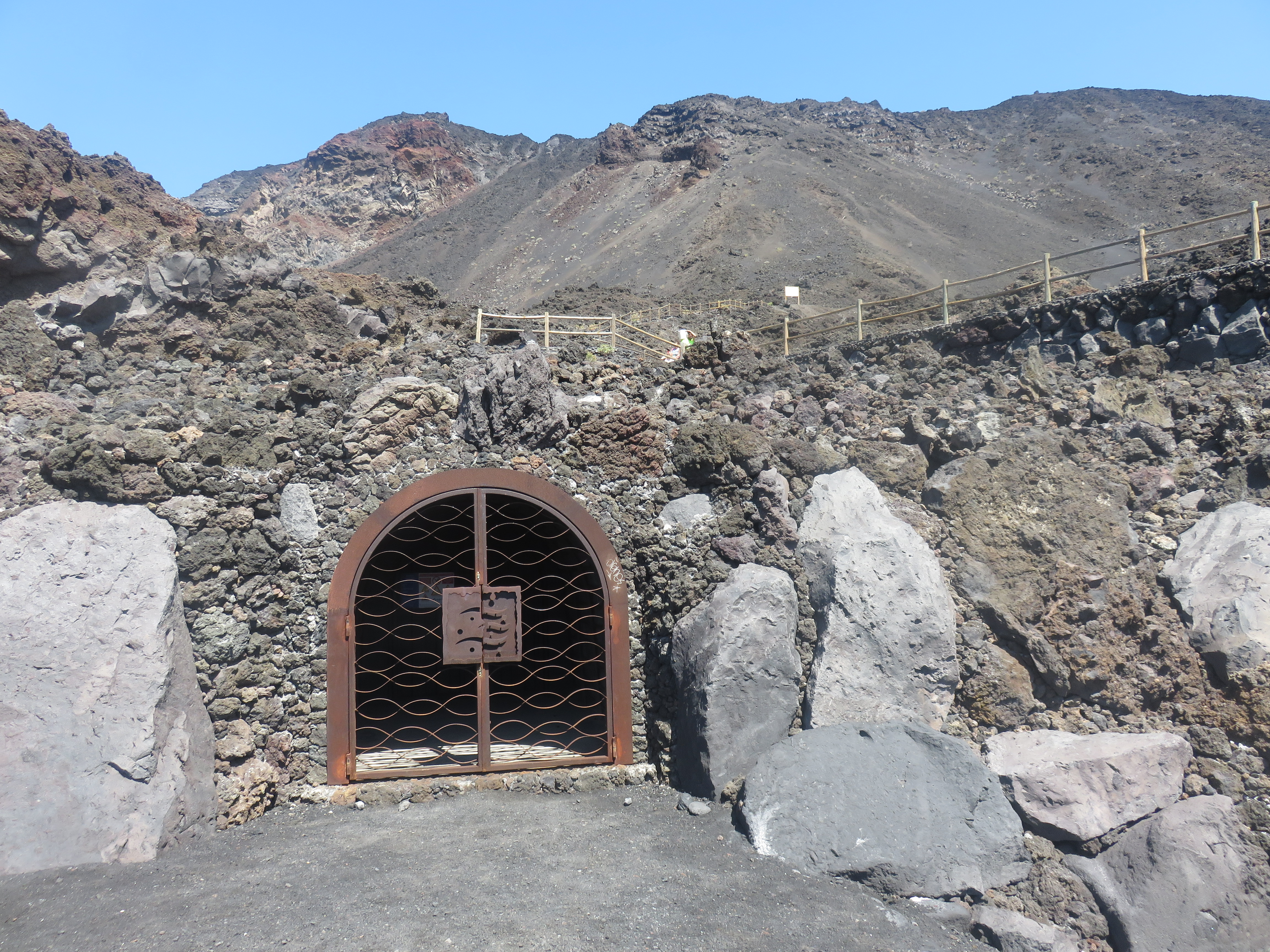
Eingang zur Galerie Fuente Santa

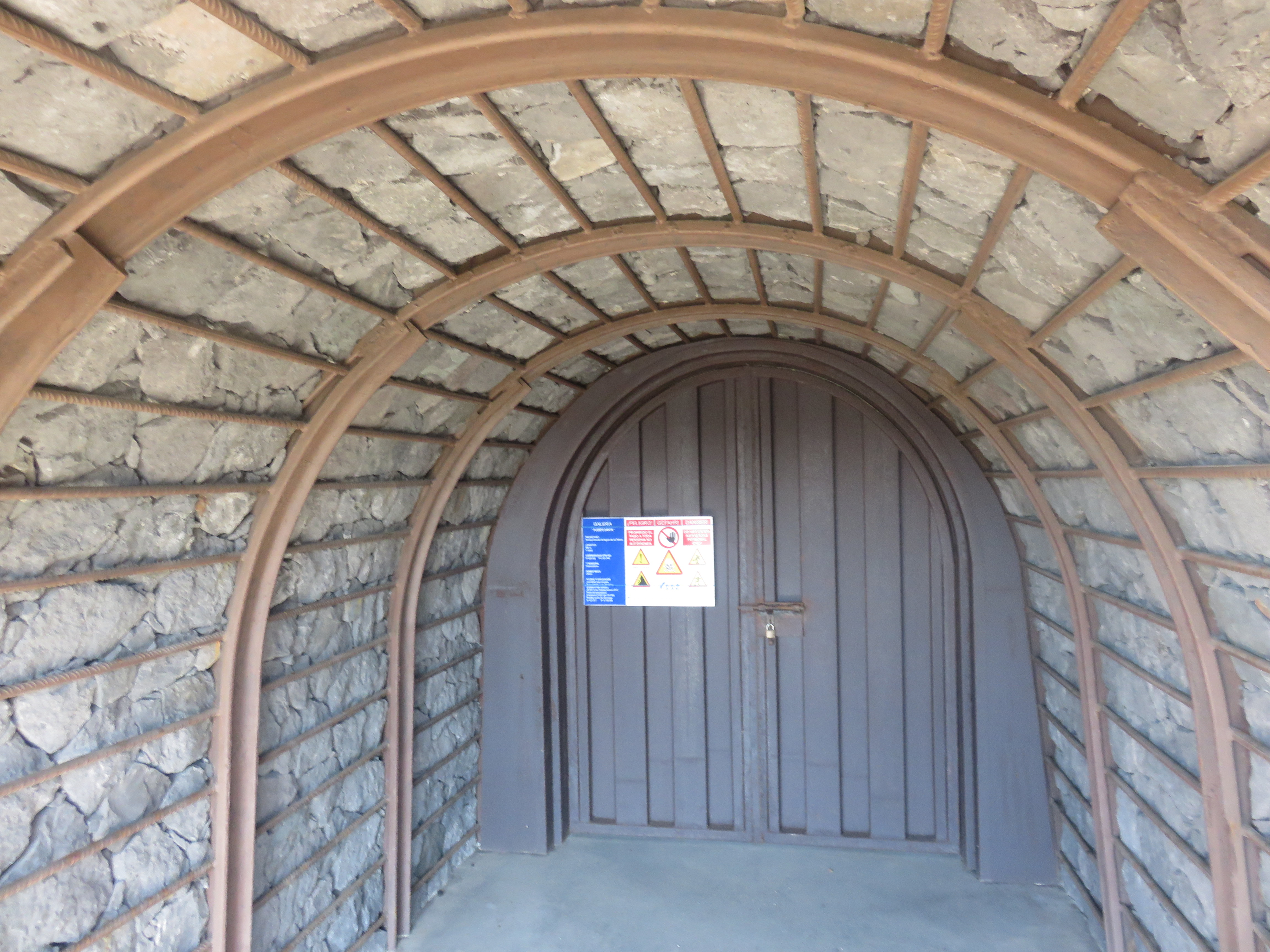
Im Eingangsbereich der Galerie Fuente Santa

## Geschichte
Bereits die Urbewohner La Palmas kannten die Quelle, die sie „Tagragito“ nannten, was heißes Wasser bedeutete. Die Quelle bestand aus zwei kleinen Teichen, die sich am Fuß einer 150 Meter hohen Klippe am Südstrand der Insel befanden. Der Pegel in den Teichen schwankte mit der Flut und mit ihm stellte sich jeweils eine höhere oder niedrigere Wassertemperatur ein. Der näher zur Klippe gelegene Teich, er wurde San Lorenzo gewidmet, hatte eine Temperatur von über 40 Grad. Bei dem zweiten, näher zum Meer liegenden Teich, San Blas gewidmet, betrug die Temperatur 30 Grad.
Schon bald nach der Eroberung La Palmas im Jahr 1493, erlangten die Spanier Kenntnis von der heißen und heilenden Quelle im Süden der Insel. Ihre Heilwirkung bezog sich auf Krankheiten wie Lepra, Syphilis, Elefantiasis, Rheuma und Erkrankungen der Haut und des Verdauungssystems, die die spanischen Eroberer zu nutzen wussten, denn unter den Soldaten war die Geschlechtskrankheit Syphilis weit verbreitet.
Erstes schriftliches Zeugnis von der Quelle gab der Franziskaner Gaspar Frutuoso in seinem Buch „Saudades da Terra“ ab. 50 Jahre später, um 1601 vermerkte der Franziskaner Fray Abreu Galindo, die Quelle am Meer ist bei Ebbe so heiß, dass sie nicht genutzt werden kann.
Die Kunde von der Heilwirkung der Quelle verbreitete sich schnell und reichte bis nach Europa und Amerika und zog zahlreiche, wohlhabende Patienten an. Damit entstand ein Dienstleistungsbedarf für die Kranken, diese zu versorgen, ihnen Unterkünfte und Verpflegung zu bieten. Es bescherte den Anwohnern La Palmas einen relativen Reichtum und ließ den heute noch existierenden Ort Las Indias, nahe der Quelle entstehen. Das Wasser der Quelle wurde auch entnommen, um es in Tanks bis nach Antwerpen und Kuba zu transportieren.
Mit dem Ausbruch des Vulkans San Antonio im Jahr 1677, der über ein ganzes Jahr andauerte, wurde die Quelle von den zum Meer abfließenden Lavamassen vollständig verschüttet. Die Küste im Bereich der Quelle dehnte sich um 300 Meter zum Meer hin aus. Bereits 1683 versuchten die Anwohner, unterstützt von nach Heilung suchenden Patienten, die Quelle wieder ausfindig zu machen, ohne sie jedoch zu finden. Als 1971 der Vulkan Teneguía ausbrach wurde der Ort erneut von Lavaströmen überdeckt. Über mehr als drei Jahrhunderte wurde immer wieder vergeblich nach der Quelle gesucht.

## Wiederentdeckung der Quelle
Erst 2005 wurde die Quelle bei Grabungsarbeiten an der Playa Echentive von Fuencaliente wiederentdeckt. Antike Karten und Schriften wie das Studium des Lavaweges des Vulkans San Antonio waren bei der Suche eine große Hilfe. Zur genaueren Ortung der Quelle und um eine unnötige Zerstörung der existierenden Lavalandschaft zu vermeiden, wurden entlang der Küstenstraße (LP 207) und parallel zur alten Klippe mehrere Bohrungen eingebracht, die im Inneren Temperaturen zwischen 29 und 45 Grad aufwiesen. Die Position der Bohrung mit der höchsten Temperatur ließ auf den Ort der Quelle schließen.
Die Tunnelarbeiten in dem vulkanischen Boden zur Quelle erwiesen sich als äußerst schwierig. Die die Quelle überdeckende Lavaschicht bestand aus lockeren und instabilen Schlacken, die bei den Arbeiten mehrere Einstürze verursachten. Die Tunnelwände mussten daher mit einem Stahlfachwerk abgestützt und in einigen Bereichen zusätzlich durch Injektion von Zementschlamm verfestigt werden. Nach achtjähriger Arbeit und 712.000 € Investitionskosten wurde die Quelle wieder erschlossen.
Die Galerie misst 219 Meter und ist in zwei Abschnitte unterteilt, eine gerade Linie von 99 Metern und zwei Zweige von 60 Metern. Eine 60 Meter dicke poröse Lavaschicht liegt über der Galerie. In der Galerie befinden sich fünf natürliche Becken, denen Thermalwasser zufließt. In den Becken herrschen unterschiedliche Wassertemperaturen, im ersten sind es 30 bis 33 Grad, im nächsten 42 bis 43 Grad und in den übrigen drei kann die Temperatur bis auf 45 Grad ansteigen.
Das Quellwasser wurde von dem Oliver Rodés Laboratory in Barcelona auf seine Heilwirkung untersucht und diese bestätigt. Es hat eine hohe Konzentration von Kalzium in einem Kohlensäure-Bicarbonat-Gemisch und enthält weitere Spurenelemente. Quellenwasser von ähnlicher Qualität gibt es nur in Vichy, Frankreich und in Bad Nauheim, Deutschland.
2007 war die Quelle zum ersten und einzigen Mal für vier Tage für die Öffentlichkeit zugänglich. Seither laufen Bemühungen, hier ein Thermalbad zu bauen. Im November 2014 wurde der Wettbewerb zur Errichtung eines Heilbades an der Heiligen Quelle im Europäischen Amtsblatt ausgeschrieben.